# Jiangxisaurus ganzhouensis
Il jiangxisauro (Jiangxisaurus ganzhouensis) è un dinosauro saurischio appartenente agli oviraptorosauri. Visse nel Cretacico superiore e i suoi resti fossili sono stati ritrovati in Cina.

## Descrizione
Questo animale è noto per uno scheletro parziale, comprendente il cranio, parte della colonna vertebrale, del cinto pettorale e di un arto anteriore. Questo animale, come tutti gli oviraptorosauri, doveva essere di struttura snella, dotato di zampe posteriori allungate e di un becco privo di denti. Alcune caratteristiche distintive di Jiangxisaurus riguardano la morfologia dell'arto anteriore: l'omero era robusto, l'avambraccio era corto ma anche piuttosto gracile, i metacarpi relativamente corti e il primo dito corto ma con un artiglio allungato e ricurvo. Altre caratteristiche peculiari di questo animale includono una mandibola dal rostro ricurvo verso il basso e molto allungata (in rapporto agli altri oviraptorosauri).

## Classificazione
Jiangxisaurus è stato descritto per la prima volta nel 2013, sulla base di un fossile ritrovato nella formazione Nanxiong, nella provincia di Jiangxi (Cina meridionale). Questo animale è chiaramente un oviraptorosauro, un gruppo di dinosauri teropodi dalle caratteristiche insolite, tipici del Cretaceo. All'interno del gruppo, sembra che Jiangxisaurus condividesse alcune caratteristiche craniche con Nemegtomaia ed Heyuannia, due membri derivati della famiglia degli oviraptoridi.